# Ай-Йори (крепость)
Ай-Йори (укр. Ай-Йорі, крымскотат. Ay Yori, Ай Йори) — развалины укрепления IX—X века, расположенные в Алуштинском регионе Крыма, на скалистой вершине одноимённого отрога Бабуган-Яйлы. Решением Крымского облисполкома № 16 (учётный № 189) от 15 января 1980 года «укрепление на горе Ай-Йори VIII—XV века» объявлено историческим памятником регионального значения.
Название в переводе с крымско-татарского означает «святой Георгий» — по посвящению церкви, развалины которой находятся в 100 м западнее исара у источника Ай-Йори.

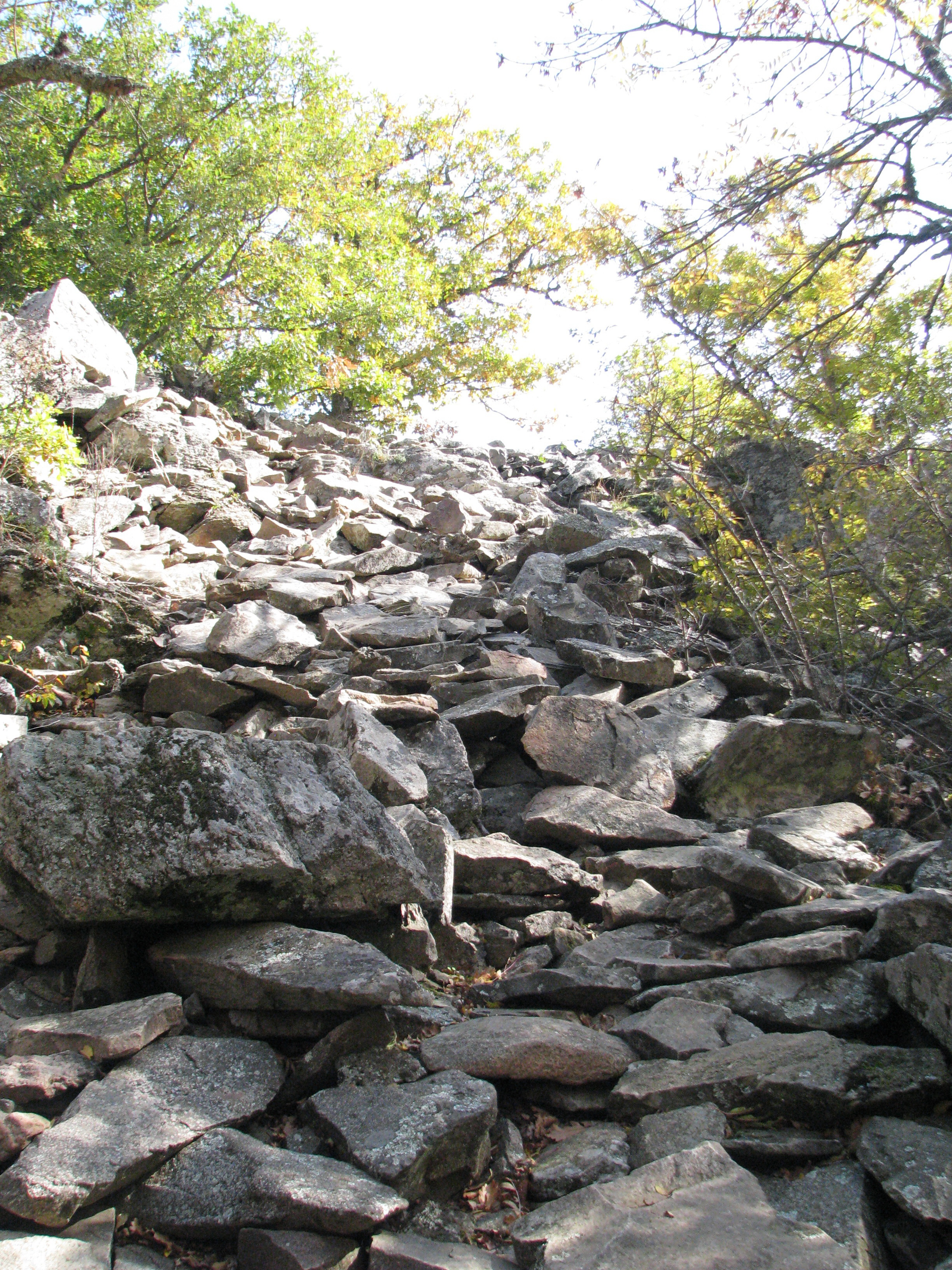
Ай-Йори, остатки стен

## Описание
Скала, на которой расположена крепость, простирается в направлении северо-северо-запад, длина 140—150 м, ширина — 80—90 м, высота от подошвы около 20 м, обрывы на востоке, с мощными каменными развалами у подножия, высотой 50—60 м. Ступенчатая верхняя площадка с крутым уклоном к юго-западу и отделена от восточного обрыва своего рода естественным парапетом — скальным гребнем высотой от 0,5 до 1,2 м. Укрепление с доступных сторон (на западе и юге) отгорожено стеной длиной около 90 м сложенной из бута насухо (ширина стены 1,5—2 м, сохранилась на высоту 1—2 м), к которой со внутренней стороны примыкают несколько строений также из бута. Площадь укрепления около 0,3 гектара, но примерно треть площадки — непригодные для использования нагромождения скал. Первоначальную высоту стен, состоящих из шести коротких участков изломанной в плане конфигурации длиной 13, 24, 17, 25, 15, 28 м (с запада на восток), предположительно определяют в 6—8 м. При обследовании в 1980 году В. Л. Мыцем на поверхности были найдены обломки амфор II—III века н. э. и керамика IX—X века. Археологические раскопки на городище не производились, а имеющийся материал не позволяет точно определить предназначение исара: возможно, здесь размещался сторожевой форт или убежище. Л. В. Фирсов высказывал предположение, что Ай-Йори был небольшим укреплённым монастырём при источнике святого Георгия на дороге к перевалу Кебит-Богаз.

## История изучения
Первое сообщение о руинах оставил В. Х. Кондараки в «Универсальном описании Крыма» 1875 года, упоминал о них Н. А. Головкинский в «Путеводителе по Крыму» 1894 года, как развалины сооружений в урочище Ай-Йори отметил Н. Л. Эрнст в статье 1935 года. В 1947 году на Ай-Йори первую археологическую разведку провёл Е. В. Веймарн, в результате которой сделал вывод, что это укреплённое убежище тавров и в дальнейшем эту версию поддерживал П. Н. Шульц. Также всего лишь упоминает исар О. И. Домбровский в обзоре «Средневековые поселения и „Исары“ Крымского Южнобережья» 1974 года.